# Witold Henryk Paryski
Witold Henryk Paryski (ur. 10 września 1909 w Pittsburghu, zm. 16 grudnia 2000 w Zakopanem) – polski krajoznawca, taternik, przewodnik tatrzański i ratownik TOPR-u, alpinista, działacz ochrony przyrody, absolwent medycyny, autor wielu prac o Tatrach i Podtatrzu. Autor przewodnika taternickiego Tatry Wysokie oraz (razem z żoną Zofią Radwańską-Paryską) Wielkiej encyklopedii tatrzańskiej.

## Życiorys
Urodził się w 10 września 1909 w Pittsburghu,  w stanie Pensylwania, w Stanach Zjednoczonych, jako syn Michała (1872–1969), nauczyciela, księgarza i wydawcy oraz Marty (de domo Delejewskiej). Pochodził z rodziny intelektualistów, brat ojca Antoni Alfred Paryski (1865–1935) był drukarzem, redaktorem, publicystą i działaczem społecznym.
Dokonał wielu pierwszych wejść w Tatrach, m.in. Filarem Leporowskiego na Kozi Wierch (w 1929), wprost od północy na Kozią Przełęcz Wyżnią (1929), prawym filarem północno-wschodniej ściany Rumanowego Szczytu (1937), prawym filarem północnej ściany Wideł (1953). Uczestnik Drugiej Polskiej Wyprawy Andyjskiej.
Był również autorem szeregu artykułów i opracowań z szeroko pojętej tematyki górskiej: pisał m.in. o pasterstwie, botanice, geografii i etymologii nazewnictwa tatrzańskiego.
Odznaczony Krzyżem Komandorskim z Gwiazdą Orderu Odrodzenia Polski.
Zmarł w wieku 91 lat w Zakopanem. Wspólna mogiła Zofii i Henryka Paryskich znajduje się na Cmentarzu Zasłużonych na Pęksowym Brzyzku w Zakopanem (sektor P-II-58).

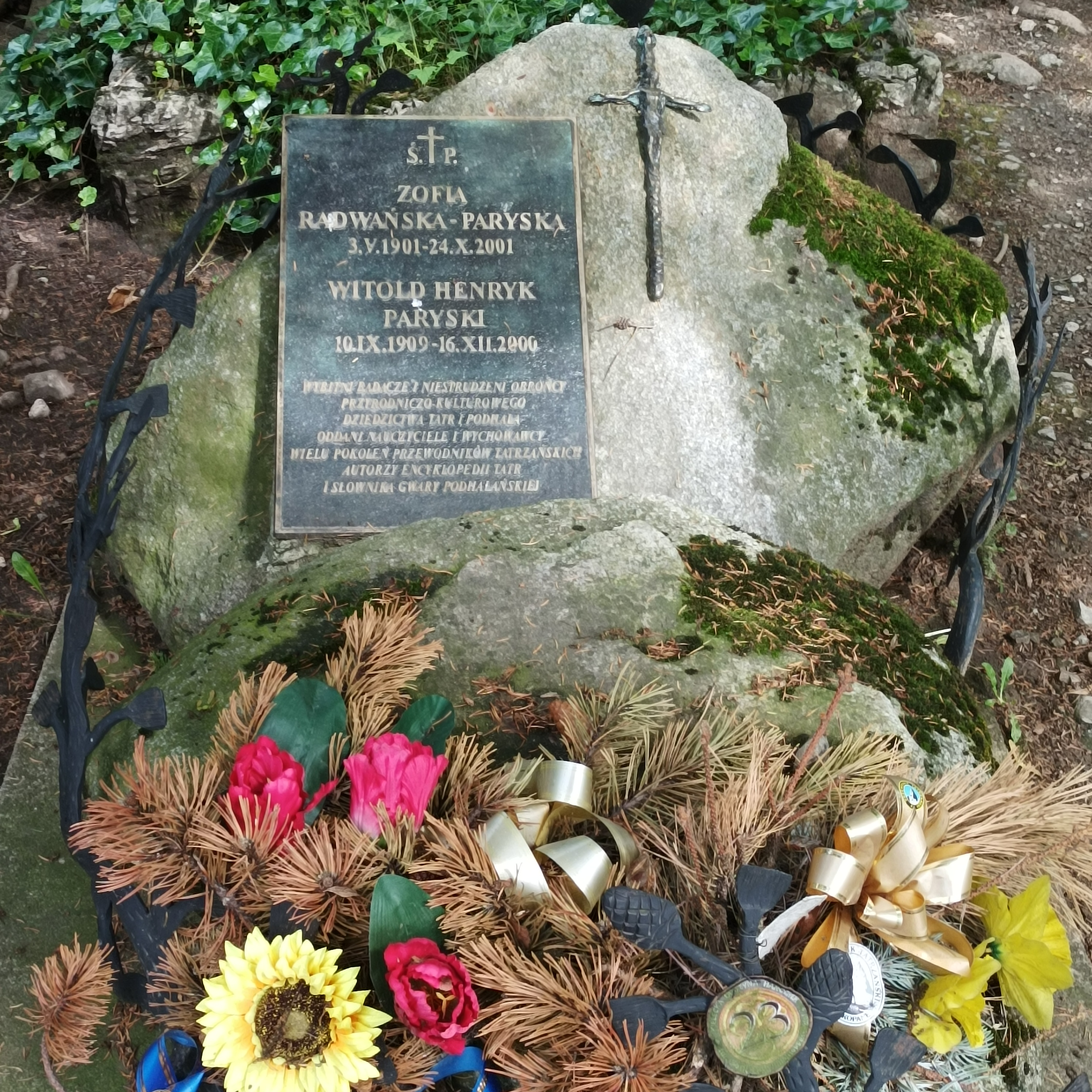
Grób Witolda Paryskiego i Zofii Radwańskiej-Paryskiej na Cmentarzu Zasłużonych na Pęksowym Brzyzku

W 2002 roku Akademickie Koło Przewodników Tatrzańskich w Krakowie przyjęło Zofię i Witolda H. Paryskich za swoich patronów.

## Publikacje
- Tatry Wysokie, t. I–XXV, Warszawa 1951–88,
- W górach Atakamy. Wspomnienia z polskiej wyprawy w Andy 1957[6]
- Encyklopedia Tatrzańska, Warszawa 1973,
- Wielka encyklopedia tatrzańska, Poronin 1995,
- współautor: Július Andráši i Witold H. Paryski, Vysoké Tatry. Výber horolezeckých výstupov, Bratislava 1974, s. 309.